# ۱۹۷ (عدد)
۱۹۷(صد و نود و هفت) یک عدد طبیعی است که بعد از ۱۹۶ و قبل از ۱۹۸ قرار دارد.